# Gran Premio di superbike di Anderstorp 1991
Il Gran Premio di Superbike di Anderstorp 1991 è stato disputato il 11 agosto sul Circuito di Anderstorp e ha visto la vittoria di Doug Polen in gara 1, lo stesso pilota si è ripetuto anche in gara 2.
Si è trattato della settima prova su tredici del campionato mondiale Superbike 1991 ed è stata la prima volta che una prova del campionato mondiale Superbike è stata disputata in Svezia.

## Risultati

### Gara 1

#### Arrivati al traguardo[3]
| Pos. | Nº | Pilota               | Motocicletta | Tempo     | Griglia | Punti |
| ---- | -- | -------------------- | ------------ | --------- | ------- | ----- |
| 1º   | 23 | Doug Polen           | Ducati       | 37:14.240 | 1º      | 20    |
| 2º   | 4  | Robert Phillis       | Kawasaki     | +0:00.310 | 3º      | 17    |
| 3º   | 2  | Fabrizio Pirovano    | Yamaha       | +0:24.740 | 5º      | 15    |
| 4º   | 5  | Carl Fogarty         | Honda        | +0:26.310 | 8º      | 13    |
| 5º   | 10 | Jari Suhonen         | Yamaha       | +0:30.980 | 9º      | 11    |
| 6º   | 9  | Giancarlo Falappa    | Ducati       | +0:32.020 | 11º     | 10    |
| 7º   | 7  | Terry Rymer          | Yamaha       | +0:32.400 | 7º      | 9     |
| 8º   | 27 | Fred Merkel          | Honda        | +0:41.370 | 6º      | 8     |
| 9º   | 99 | Jean-Yves Mounier    | Yamaha       | +0:44.530 | 13º     | 7     |
| 10º  | 17 | Udo Mark             | Yamaha       | +0:47.680 | 15º     | 6     |
| 11º  | 19 | Robert McElnea       | Yamaha       | +0:48.850 | 10º     | 5     |
| 12º  | 24 | Jeffry de Vries      | Yamaha       | +0:53.560 | 19º     | 4     |
| 13º  | 35 | Peter Rubatto        | Yamaha       | +0:54.300 | 14º     | 3     |
| 14º  | 48 | Daniel Amatriaín     | Honda        | +1:05.280 | 16º     | 2     |
| 15º  | 54 | René Rasmussen       | Yamaha       | +1:08.350 | 24º     | 1     |
| 16º  | 50 | Piergiorgio Bontempi | Kawasaki     | +1:12.540 | 22º     |       |
| 17º  | 94 | Christophe Guyot     | Honda        | +1:16.760 | 20º     |       |
| 18º  | 60 | Wolfgang Hambach     | Kawasaki     | +1:29.190 | 27º     |       |
| 19º  | 53 | Yannick Le Gaudu     | Yamaha       | +1:30.590 | 26º     |       |
| 20º  | 32 | René Delaby          | Honda        | +1:31.810 | 21º     |       |
| 21º  | 76 | Sven Seidel          | Suzuki       | +1 giro   | 31º     |       |
| 22º  | 88 | Urs Zwicker          | Yamaha       | +1 giro   | 23º     |       |
| 23º  | 79 | Rolf Kåre Valderhaug | Yamaha       | +1 giro   | 32º     |       |
| 24º  | 78 | Ray Moe              | Honda        | +1 giro   | 34º     |       |
| 25º  | 44 | Stefan Klabacher     | Honda        | +1 giro   | 35º     |       |
| 26º  | 75 | Robert Chesaux       | Honda        | +1 giro   | 36º     |       |

#### Ritirati
| Nº | Pilota            | Motocicletta | Giri     | Griglia |
| -- | ----------------- | ------------ | -------- | ------- |
| 3  | Stéphane Mertens  | Ducati       | +1 giro  | 2º      |
| 30 | Juan López Mella  | Honda        | +4 giri  | 18º     |
| 55 | Christer Lindholm | Yamaha       | +6 giri  | 12º     |
| 41 | Steve Manley      | Yamaha       | +13 giri | 30º     |
| 34 | Massimo Meregalli | Yamaha       | +15 giri | 25º     |
| 29 | Peter Granath     | Honda        | +15 giri | 33º     |
| 37 | Andreas Hofmann   | Kawasaki     | +22 giri | 28º     |
| 1  | Raymond Roche     | Ducati       | +23 giri | 4º      |

### Gara 2

#### Arrivati al traguardo[4]
| Pos. | Nº | Pilota               | Motocicletta | Tempo     | Griglia | Punti |
| ---- | -- | -------------------- | ------------ | --------- | ------- | ----- |
| 1º   | 23 | Doug Polen           | Ducati       | 36:52.940 | 1º      | 20    |
| 2º   | 4  | Robert Phillis       | Kawasaki     | +0:02.960 | 3º      | 17    |
| 3º   | 1  | Raymond Roche        | Ducati       | +0:03.550 | 4º      | 15    |
| 4º   | 5  | Carl Fogarty         | Honda        | +0:29.990 | 8º      | 13    |
| 5º   | 55 | Christer Lindholm    | Yamaha       | +0:35.770 | 12º     | 11    |
| 6º   | 27 | Fred Merkel          | Honda        | +0:40.450 | 6º      | 10    |
| 7º   | 10 | Jari Suhonen         | Yamaha       | +0:42.500 | 9º      | 9     |
| 8º   | 19 | Robert McElnea       | Yamaha       | +0:42.800 | 10º     | 8     |
| 9º   | 99 | Jean-Yves Mounier    | Yamaha       | +0:43.140 | 13º     | 7     |
| 10º  | 17 | Udo Mark             | Yamaha       | +0:57.860 | 15º     | 6     |
| 11º  | 48 | Daniel Amatriaín     | Honda        | +1:05.510 | 16º     | 5     |
| 12º  | 7  | Terry Rymer          | Yamaha       | +1:08.300 | 7º      | 4     |
| 13º  | 9  | Giancarlo Falappa    | Ducati       | +1:08.840 | 11º     | 3     |
| 14º  | 34 | Massimo Meregalli    | Yamaha       | +1:31.400 | 25º     | 2     |
| 15º  | 94 | Christophe Guyot     | Honda        | +1 giro   | 20º     | 1     |
| 16º  | 88 | Urs Zwicker          | Yamaha       | +1 giro   | 23º     |       |
| 17º  | 29 | Peter Granath        | Honda        | +1 giro   | 33º     |       |
| 18º  | 79 | Rolf Kåre Valderhaug | Yamaha       | +1 giro   | 32º     |       |
| 19º  | 78 | Ray Moe              | Honda        | +1 giro   | 34º     |       |
| 20º  | 44 | Stefan Klabacher     | Honda        | +1 giro   | 35º     |       |

#### Ritirati
| Nº | Pilota               | Motocicletta | Giri     | Griglia |
| -- | -------------------- | ------------ | -------- | ------- |
| 24 | Jeffry de Vries      | Yamaha       | +13 giri | 19º     |
| 53 | Yannick Le Gaudu     | Yamaha       | +15 giri | 26º     |
| 50 | Piergiorgio Bontempi | Kawasaki     | +19 giri | 22º     |
| 2  | Fabrizio Pirovano    | Yamaha       | +20 giri | 5º      |
| 41 | Steve Manley         | Yamaha       | +20 giri | 30º     |
| 75 | Robert Chesaux       | Honda        | +21 giri | 36º     |
| 76 | Sven Seidel          | Suzuki       | +21 giri | 31º     |
| 3  | Stéphane Mertens     | Ducati       | +22 giri | 2º      |
| 54 | René Rasmussen       | Yamaha       | +22 giri | 24º     |
| 37 | Andreas Hofmann      | Kawasaki     | +22 giri | 28º     |
| 30 | Juan López Mella     | Honda        | +23 giri | 18º     |
| 32 | René Delaby          | Honda        | +23 giri | 21º     |
| 60 | Wolfgang Hambach     | Kawasaki     | +23 giri | 27º     |